# 德意志国铁路45型蒸汽机车

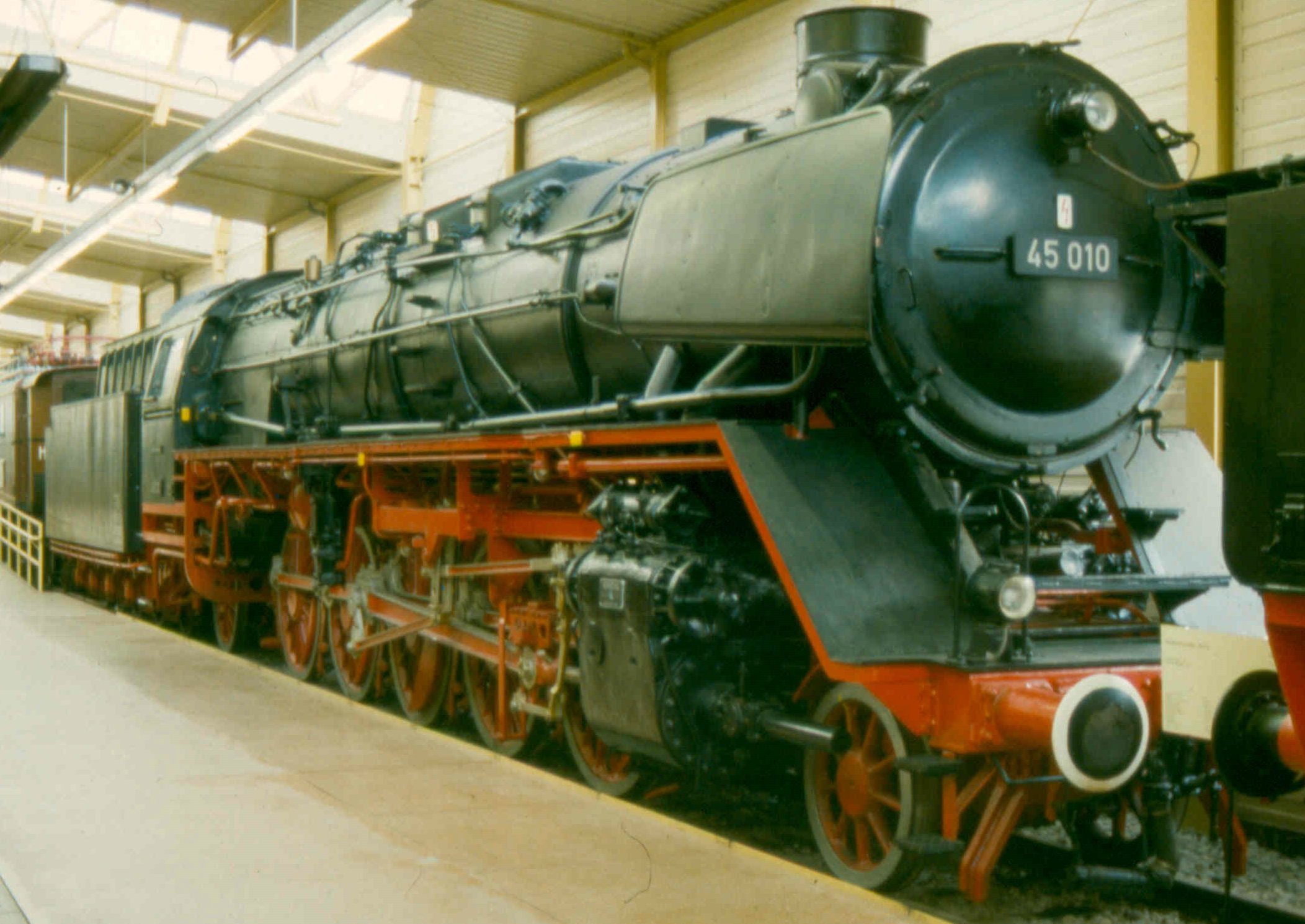
45 010号

德国BR45型蒸汽机车是一种货运机车，亦是德国“标准蒸汽机车”之一。
45型机车是德国有史以来制造过的功率最大的蒸汽机车。该型机车由汉寿尔工厂于1936到37年之间生产，在1940年之前全部入役。本来还有103辆45型机车的订单，但这些订货于1941年取消。这是由于二战爆发后德国机车工业集中生产力生产类似于BR52这样的简化版“战争机车”。45型机车共有28辆，编号从45 001 -到45 028。
战后，BR45型机车开始频繁出现由于超压而造成的锅炉损害。为此，德国联邦铁路从1950年起为45 010, 45 016, 45 019, 45 021以及45 023 等机车安装了有燃烧室的下火箱以及下给加煤机。

东德也对45型进行了改造，不过他们的方法是提高锅炉压力。然而这种改造没有收到预期的效果，并且使这些机车在1959年就早早退役（东德有很多蒸汽机车都使用到了7、80年代）。

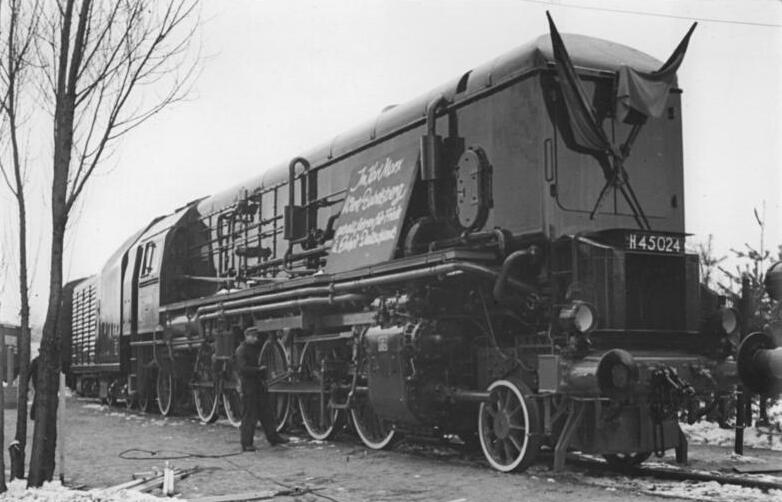
H 45 024 ,由东德改造

45型机车其实从设计上就有问题，主要是锅炉结构十分脆弱，就像之前的06型。在锅炉和主要部件更换以后，该型机车的真正实力才显现出来。在45型使用的最后阶段，其主要任务就是在44型难以担当的重型货运中发挥重要作用。
到1968年，德国联邦铁路仅有3辆45型仍在使用（45 023 、45 010、 45 019），这些机车编为045型。45型退役后只有45 010号保存了下来，被收藏于纽伦堡交通博物馆。2005年，该馆发生严重火灾，这唯一的45型在大火中严重损毁。目前，有关方面正计划对该车进行修缮。

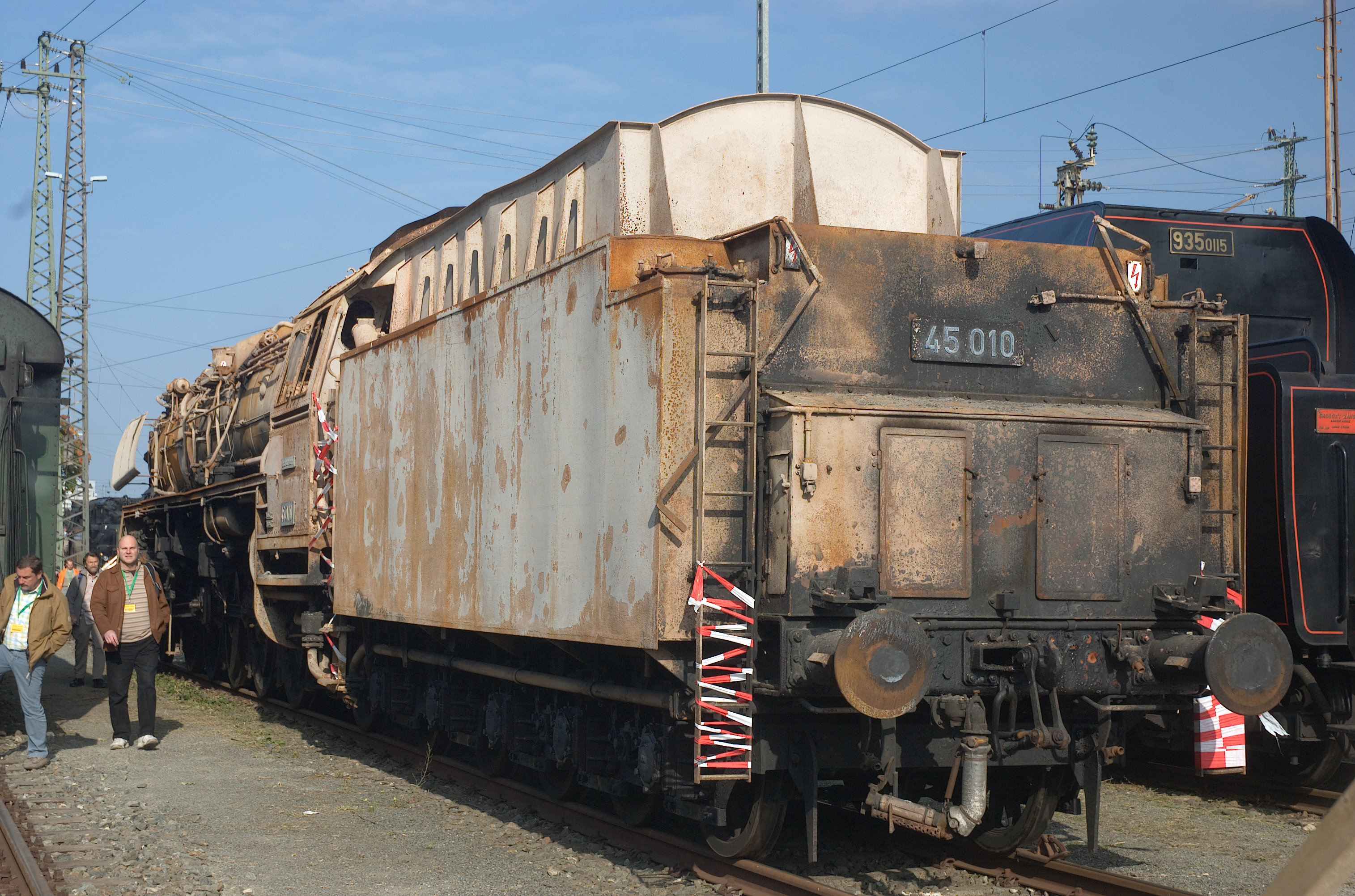
大火后的45 010号